# Freeter
Freeter (フリーター, furītā) (andere spellingen: furītā, furiita, freeta, furiitaa en furitaa) is een Japanse uitdrukking voor mensen tussen 15 and 34 jaar die geen voltijdse baan hebben of werkloos zijn, met uitzondering van huisvrouwen en studenten. Oorspronkelijk verwees de term naar jongeren die er vrijwillig voor kozen om geen salary-men te worden, zelfs al waren er op dat moment banen beschikbaar. Het was een protestbeweging tegen een aspect van de Japanse maatschappij.
Freeters kunnen ook worden beschreven als freelancers of mensen die onder hun niveau werken qua opleiding of qua tijd. Ze beginnen geen carrière na hun onderwijs, maar blijven geld verdienen met laaggeschoold en slecht betaald werk.
Het woord freeter of freeta werd rond 1987 of 1988 voor de eerste keer gebruikt, en is een mengwoord uit het Engelse free (of freelance) en het Duitse Arbeiter ("arbeider"). Arubaito is een Japans leenwoord uit het Duits. Doordat Duits en Engels (vooral voor wetenschappen en medicijnen) voor Wereldoorlog II op Japanse universiteiten werd gebruikt, werd Arubaito een bekend woord bij studenten om deeltijds werk voor studenten te omschrijven. Een andere mogelijkheid is het afkorten van freeloader, furee-ro-da, tot furi-da.